# Mettmenhaslisee
Der Mettmenhaslisee (auch Haslisee oder lokal Näppi) ist ein Toteissee auf dem Gemeindegebiet von Niederhasli in der Region Glatttal im Zürcher Unterland.

## Geographie
Der auf 418 m ü. M. gelegene See liegt in einer flachen Senke, die von bewaldeten Hügeln umgeben wird. Er liegt südlich des Dorfes Niederhasli und wenig nordwestlich des Weilers Oberhasli. Im Südwesten reicht der Weiler Mettmenhasli fast bis ans Seeufer.
Der Mettmenhaslisee liegt im 1991 ausgewiesenen Naturreservat Mettmenhasler See. Die am Nord- und teilweise am Ostufer angrenzende Seeriet, der Verlandungsbereich des Sees, beherbergt sowohl ein Hoch- und Übergangsmoor als auch ein Flachmoor von nationaler Bedeutung.

### Einzugsgebiet
Der See besitzt ein Einzugsgebiet von 0,41 km², das aus 36 % landwirtschaftlicher Fläche, 16 % Siedlungsfläche, jeweils 9 % Gewässer und unproduktiver Fläche sowie 8 % Wald besteht. Er entwässert mit durchschnittlich 9,5 l/s in den Seegraben, der über den Haslibach und den Fischbach in die Glatt entwässert. Die Verweildauer des Seewassers beträgt etwa 180 Tage.

## Geschichte
Zwischen 1939 und 1945, in der Zeit des Zweiten Weltkrieges, wurde am Mettmenhaslisee Torf abgebaut. Am 19. Oktober 1946 wurden der See sowie das umliegende Gebiet durch einen Gemeinderatsbeschluss unter Schutz gestellt.
In den 1950er Jahren wurde für den Bau der Tankanlage Rümlang der Grundwasserpegel abgesenkt, was den Seespiegel um 5 bis 6 Zentimeter sinken liess.

## Nutzung
Der See stellt ein beliebtes Naherholungsgebiet in der Umgebung dar. Das 1974 erneuerte Seebad Haslisee besitzt eine Garderobe, Sanitäranlagen, Kiosk, zwei Sprungbretter, ein Kinderbecken sowie ein Floss in der Mitte des Sees. Er ist auch unter Fischern beliebt, so dass die jährlich höchstens sieben vergebenen Fischerpatente verlost werden. Weiterhin ist er in strengen Wintern fürs Eislaufen freigegeben, so zuletzt 2012.

## Flora
Der meist von einer hellgrauen Seekreide-Schicht bedeckte Seegrund wird an den weniger tiefen Stellen von Krausem Laichkraut, Wasserpest, Quirligem Tausendblatt und Wasserschläuchen bevölkert. Die tiefen Stellen werden von Armleuchteralgen besiedelt, die durch Kalkausscheidung und Gyttjabildung zur Erhöhung des Seebodens beitragen.
1908 überführte Gerold Stahel von einem Weiher nahe dem Bodensee Exemplare der seltenen Wasserfalle in den Mettmenhaslisee. Der Bestand wurde erst 1945 wiederentdeckt, und Ableger wurden später auch im Mädlestenweiher bei Hettlingen eingepflanzt. Bis heute sind dies die zwei einzigen Standorte schweizweit. In den angrenzenden Staaten ist die Art ausgestorben.